# Parafia św. Antoniego Padewskiego w Kraśniku
Parafia Świętego Antoniego Padewskiego w Kraśniku - parafia rzymskokatolicka z siedzibą w Kraśniku, należąca do archidiecezji lubelskiej i Dekanatu Kraśnik. Została erygowana 28 sierpnia 1998. Kościół parafialny wybudowany w latach 1995-1998. Mieści się przy ulicy Kolejowej. Od 1 grudnia 2022 proboszczem parafii jest ks. Wiesław Szachun. 

## Zasięg parafii
Do parafii należą wierni z Kraśnika mieszkający przy ulicach: 3 Maja, Adolfa Dygasińskiego, Kolejowej, Hugona Kołłątaja, Komisji Edukacji Narodowej, Stanisława Konarskiego, Lipowej, Stanisława Małachowskiego, Obwodowej, Powstańców Śląskich, Stanisława Staszica, Towarowej, Wapiennej, Wojska Polskiego, Wojskowej, Zakrzowieckiej.